# Таскешу (Сайрамский район)
Таскешу (каз. Таскешу, до 2000 г. — Карла Маркса) — село в Сайрамском районе Туркестанской области Казахстана. Входит в состав Кайнарбулакского сельского округа. Код КАТО — 515249200.

## Население
В 1999 году население села составляло 977 человек (496 мужчин и 481 женщина). По данным переписи 2009 года, в селе проживало 1067 человек (535 мужчин и 532 женщины).